# Musée du jouet (Bruxelles)
Pour les articles homonymes, voir Musée du jouet.
Le musée du jouet  est un musée situé à Bruxelles en Belgique. Il regroupe une collection de jeux et de jouets à travers différentes époques.

## Description
Le musée a été ouvert rue de l'Association le 14 novembre 1990. Une première initiative avait été tentée en 1984 pour participer au renouveau du Centre Anspach, ancien Grand Magasin ayant périclité des années auparavant mais le centre fut fermé 4 ans après.

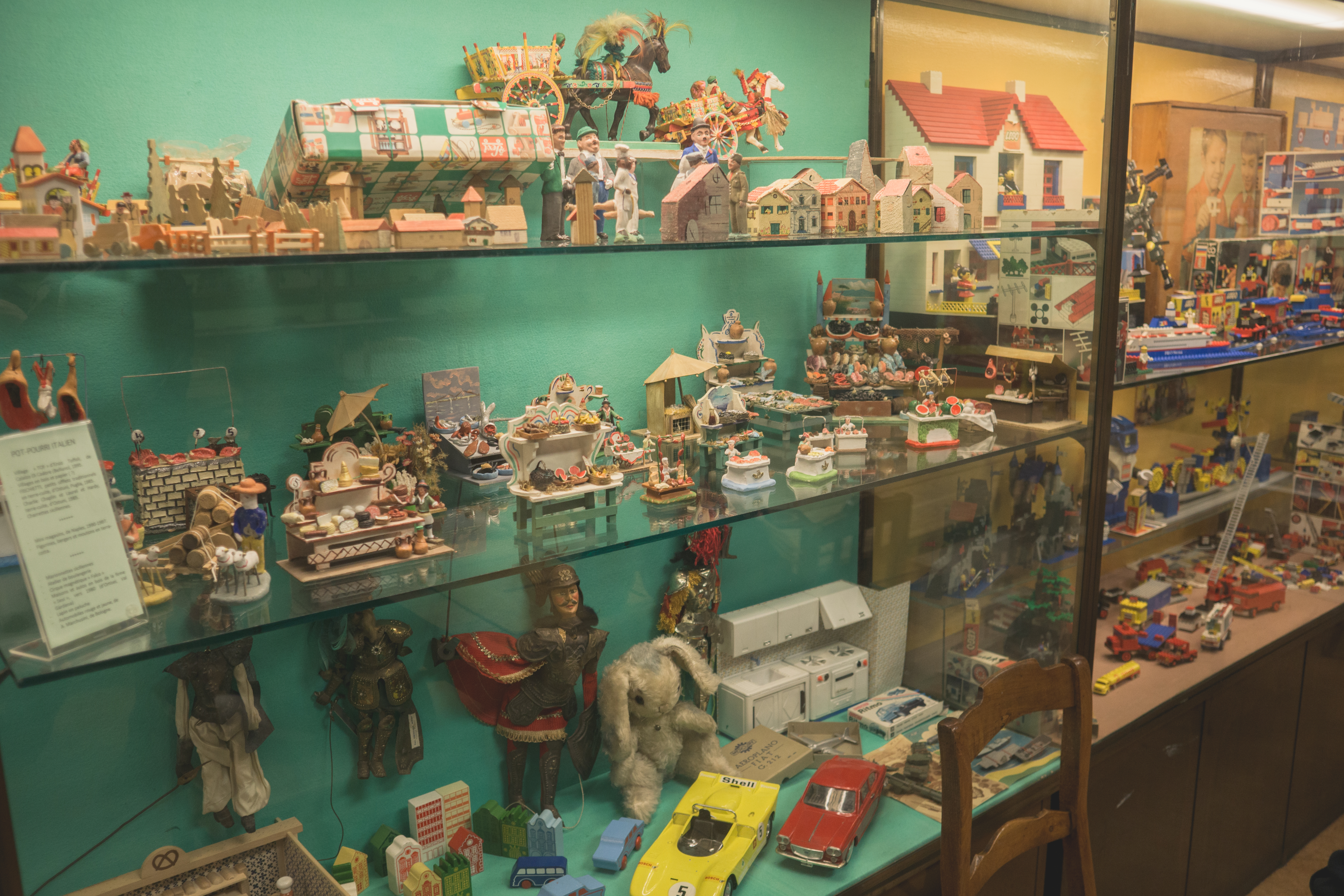
Vitrine exposant de petits jouets du Musée du Jouet à Bruxelles
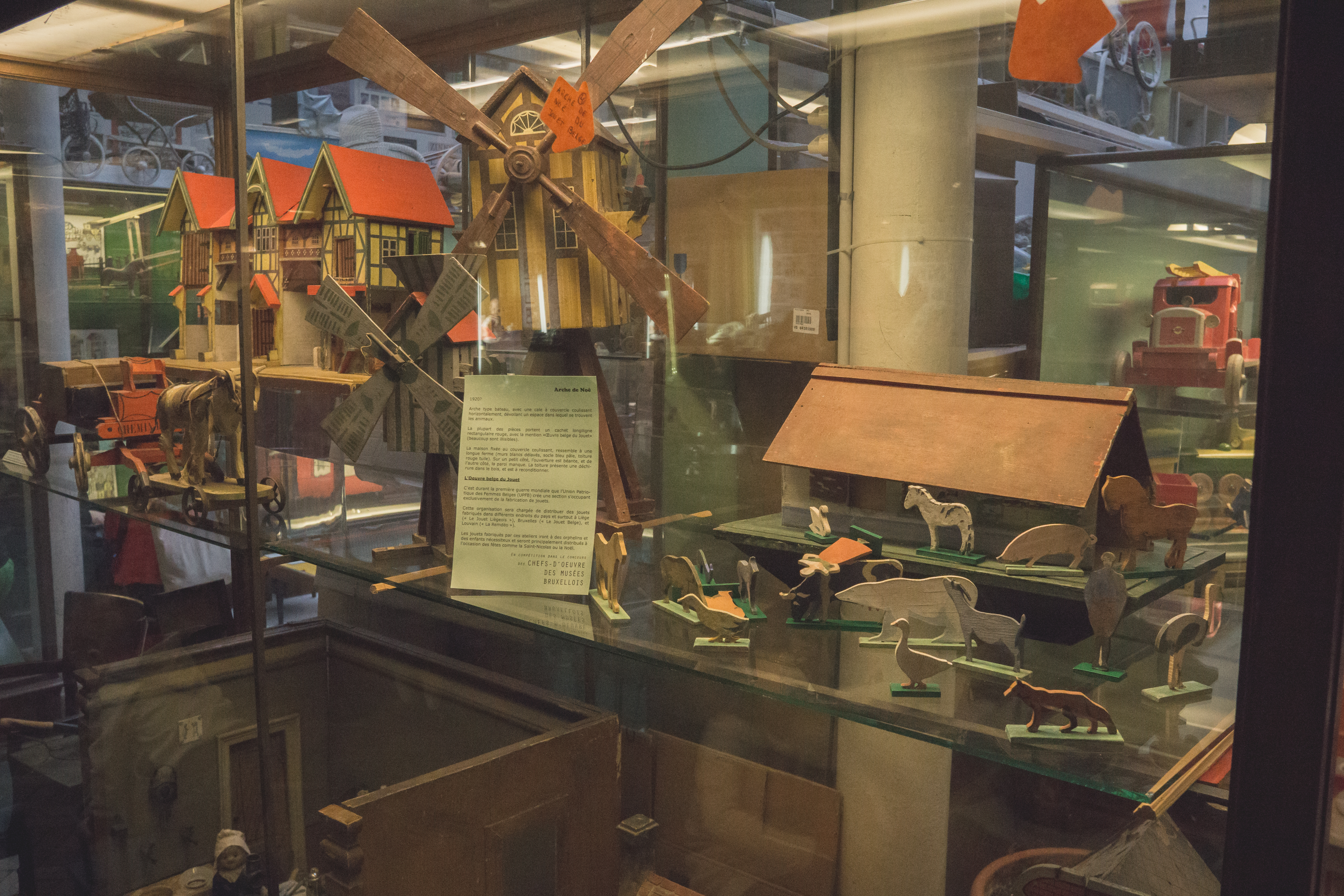
Vitrine exposant de vieux jouets en bois du Musée du Jouet à Bruxelles
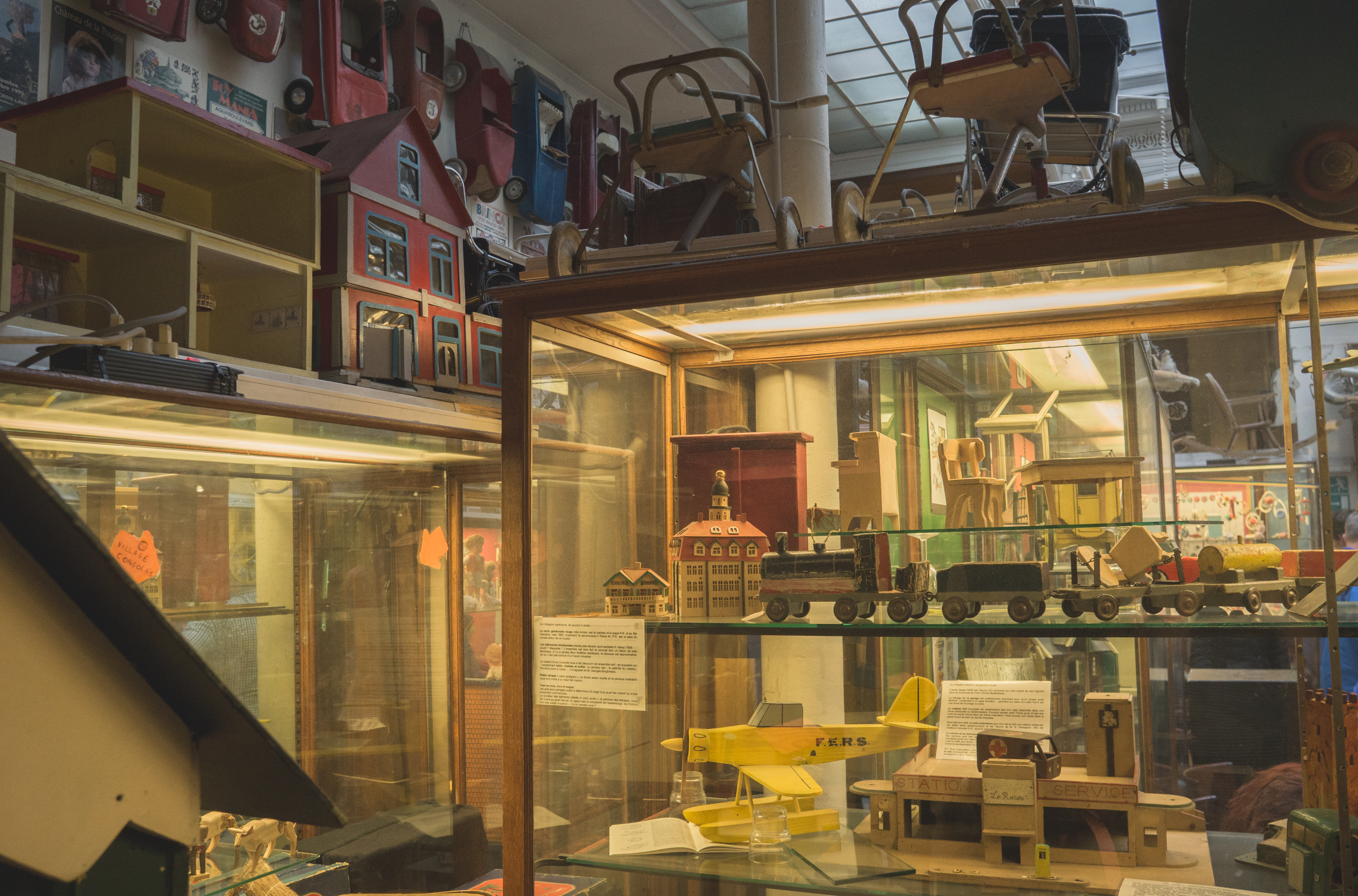
Vitrine exposant des jouets mobiles du Musée du Jouet à Bruxelles
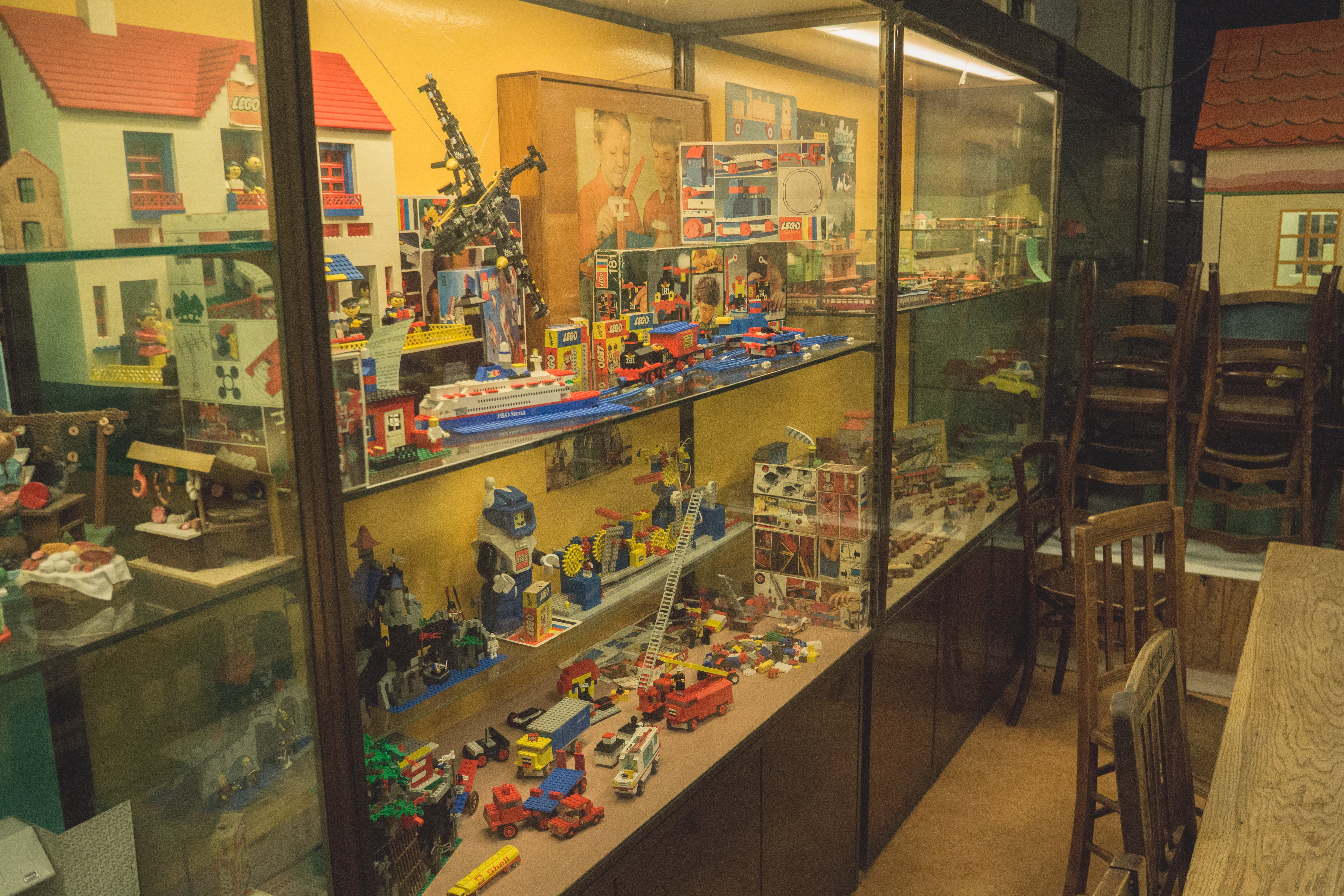
Vitrine exposant de vieux LEGO du Musée du Jouet à Bruxelles